# Srđ je Grad
Srđ je Grad jest politička stranka iz Dubrovnika osnovana 2021. godine, proizašla iz istoimene građanske inicijative.

## Povijest
Građanska inicijativa Srđ je Grad formirana je 2010. godine kao odgovor na planove izgradnje golf terena na brdu Srđ iznad Dubrovnika. Inicijativa je okupljala građane koji su se protivili urbanizaciji tog područja, smatrajući je štetnom za okoliš i javni interes. Nakon više godina aktivističkog djelovanja, inicijativa se na utemeljiteljskoj skupštini 24. listopada 2020. transformirala u političku stranku, službeno registriranu 14. prosinca 2020. godine. Godine 2021. stranka se pridružilaplatformi Možemo!

## Organizacija
Prema statutu, stranku vodi dvoje koordinatora i upravni odbor od devet članova. Koordinatori i članovi upravnog odbora biraju se na skupštini stranke na mandat od dvije godine.

## Koalicije i izbori
Na lokalnim izborima 2021. godine, Srđ je Grad pridružio se zeleno-lijevoj koaliciji predvođenoj platformom Možemo!
Na lokalnim izborima 2025. godine, Srđ je Grad pridružio se koaliciji »Slobodno« SDP-a i Možemo! Stranka je prošla u drugi krug u izborima za gradonačelništvo Dubrovnika sa zajedničkom kandidatkinjom Anitom Bonačić Obradović, no pobijedio ju je HDZ-ov kandidat Mato Franković. U Gradskom vijeću Dubrovnika stranka je osvojila tri mandata.
Ista je koalicija na izborima za Županijsku skupštinu Dubrovačko-Neretvanske Županije ostvojila osam mandata s 22,30 % (11 704) glasova. Od toga su dva mandata pripala stranci Srđ je Grad, jedan mandat stranci Možemo!, a pet mandata SDP-u.